# Coelichneumon comitator
Coelichneumon comitator är en stekelart som först beskrevs av Carl von Linné 1758.  Coelichneumon comitator ingår i släktet Coelichneumon och familjen brokparasitsteklar. Arten är reproducerande i Sverige. Inga underarter finns listade i Catalogue of Life.